# Michail Koeznetsov (triatleet)
Michail Koeznetsov (Şımkent, 24 augustus 1979) is een Kazachs triatleet. 
Koeznetsov deed mee aan de Olympische Zomerspelen van Sydney in 2000. Hij behaalde een 47e plaats in een tijd van 1:59.13,50. Tijdens de triatlon van Nuenen in datzelfde jaar trapte hij een schoen uit van zijn sterkere landgenoot Dmitriy Gaag. Gaag schreeuwde tegen Koeznetsov dat hij zijn schoen moest halen. Hij gaf de schoen aan zijn coach, die op zijn beurt verder in de loopronde de schoen aan Dmitriy gaf. Uiteindelijk is Dimitry hierom gediskwalificeerd.  

## Belangrijke prestaties
- 2000: 47e OS (Sydney)
- 2000: 10e triatlon Nuenen